# Tzvi Ashkenazi
Tzvi Hirsch ben Yaakov Ashkenazi (também: Aschkenazi; Velké Meziříčí, 1656, – Lviv, 2 de maio de 1718), conhecido como o Chacham Tzvi depois de suas responsa com o mesmo título, serviu por algum tempo como rabino de Amsterdã. Foi um opositor resoluto dos seguidores do falso messias, Sabbatai Zevi. Teve uma carreira com muitas alternâncias, devido à sua independência de caráter. Visitou muitos países, incluindo a Inglaterra, onde exerceu muita influência. Suas responsa são tidas em alta estima. Era neto de Efraim ha-Kohen, autor de "Sha'ar Efrayim," que por sua vez era o genro de um neto de Elias Ba'al Shem de Chelm.

## Juventude e educação
Ashkenazi nasceu na Morávia, mais provavelmente em Velké Meziříčí. Era descendente de uma família bem conhecida de estudiosos. Quando criança, recebeu a instrução de seu pai e de seu avô, Ephraim ha-Kohen, na ocasião o rabino de Alt-Ofen, na atual Hungria, e mais tarde, foi para Salônica, onde, por algum tempo, frequentou a escola de Elihu Cobo. Em Salônica, presenciou também o impacto do movimento Sabbatai Zevi na comunidade, e esta experiência tornou-se um fator determinante em toda a sua carreira. Durante a sua estada em Salônica, Ashkenazi dedicou-se principalmente a uma investigação dos métodos de estudo dos sefarditas. Após a sua viagem de regresso a Alt-Ofen, parece ter ficado algum tempo (provavelmente até 1679) em Constantinopla, onde seus ensinamentos e astúcia causaram tamanha impressão que, embora um estudioso polonês, foi chamado de "Chacham" (um título reservado aos rabinos sefarditas). Ele manteve este título durante toda a sua carreira. Pouco depois de seu retorno, casou com a filha de um proeminente cidadão de Alt-Ofen.

## Alemanha
Em 1686 Alt-Ofen foi invadida pelo exército austríaco, e a jovem esposa e a filha de Ashkenazi foram mortas por um tiro de canhão. Ele fugiu, ficando separado de seus pais (que foram levados cativos pelos prussianos), e seguiu para Sarajevo, onde recebeu uma nomeação como rabino. Permaneceu na cidade até 1689, ano em que renunciou (provavelmente por conta de alguma disputa com certos membros de sua congregação), e partiu para a Alemanha. Em Berlim, casou com Sara (morreu em Lviv, em 23 de janeiro de 1719), filha de Mesulão Zalman Mirels Neumark, rabino-chefe de Altona, Hamburgo e Wandsbek.
Seguindo o conselho de seu sogro, em 1690, foi para Altona, onde os principais membros da congregação fundaram de uma casa de estudos (Klaus) e colocaram Ashkenazi como rabino. Sua yeshivá tornou-se célebre, e os alunos vinham de todas as partes para ouvi-lo; porém, ganhava pouco dinheiro como rabino da Klaus, de modo que foi obrigado a exercer outras atividades para poder custear suas despesas (por exemplo, negociando com joias). Após a morte de seu sogro, a quem Ashkenazi tinha ultimamente auxiliado em suas funções oficiais, uma parte da comunidade judaica desejava ter Ashkenazi instalado como rabino das três congregações (a unidade conhecida como AH"U), enquanto outra parte queria a eleição de Moisés ben Alexandre Rothenburg. finalmente, foi decidido que os dois candidatos devem servir à comunidade, mas alternadamente, cada um por um período de seis meses. Começaram a surgir então atritos e conflitos sobre questões religiosas, e finalmente chegaram a tamanha proporção que, em 1709, Ashkenazi considerou conveniente se demitir e retomar as suas funções como rabino da Klaus.

## Amsterdã

### Indicação
Menos de um ano depois, em 10 de janeiro de 1710, ele recebeu uma carta de indicação para ser o Rabino-Chefe da congregação asquenaze de Amsterdã. Além de moradia gratuita, o cargo trazia consigo um salário anual de 2.500 florins (uma grande soma, tendo em vista o fato de que 50 anos mais tarde, 375 florins era o salário normal do rabino-chefe de Berlim). Altruísta e independente por natureza, Ashkenazi renunciou aos privilégios de seu cargo, tais como honorários em ações civis, a fim de manter a sua independência, e aceitou a posição elevada apenas sob a condição de que sob nenhuma circunstância ele estaria obrigado a se subordinar à congregação, ou ser obrigado a receber presentes, e que deveria lhe ser permitido preservar sua liberdade absoluta de ação em todas as ocasiões.
Desde o início ele encontrou em Amsterdã uma facção hostil, cujo líder principal era Aaron Polak Gokkes. Na verdade, as dificuldades com os diretores tornaram-se tão grave que, em 26 de maio de 1712, ficou decidida a demissão do rabino-chefe no final do prazo (três anos) mencionado em sua carta de nomeação. Ashkenazi anunciou que não iria em hipótese alguma aceitar esta demissão, que ele considerava injusta. Sérias dificuldades surgiram. O salário do rabino parece não ter sido pago, pois nos registros da congregação afirma-se que, no sábado 4 de Nisan 5472 (12 de abril de 1712), os parnasim (oficiais da sinagoga) enviaram um secretário e dois atendentes da congregação para uma reunião com Ashkenazi a fim de informá-lo que, após o retorno da carta de nomeação, seria lhe pago o dinheiro a que ainda tinha direito. Ashkenazi, porém, naturalmente, recusou-se a devolver este pedaço de evidência, uma cópia do que foi preservado entre os documentos oficiais da congregação.

### O incidente Chayun
Em 30 de junho de 1713, Neemias Chiya Chayun chegou a Amsterdã e pediu permissão à congregação portuguesa para divulgar seus escritos, que tinham sido publicados em Berlim. Ashkenazi pensou que Chayun fosse um antigo inimigo seu de Sarajevo e Salônica, e imediatamente solicitou a Salomão Ayllon, Chacham da congregação portuguesa, que não concedesse patrocínio ao estrangeiro, que era um desafeto seu. Ashkenazi acreditava que seu pedido seria prontamente aceito, uma vez que a congregação portuguesa e seu rabino tiveram, desde o início, um tratamento cortês para com ele, e já tinham, durante o seu mandato em Altona, repetidamente lhe enviado de sefarditas de Hamburgo, Amsterdã e Londres, questões sobre religião e leis para que ele decidisse sobre o assunto. Chayun então foi pessoalmente até a presença de Ashkenazi e deu-lhe todas as explicações necessárias, ao que o rabino retirou sua acusação, afirmando que se tratava de um caso de identidade equivocada. Enquanto isso, vários membros da congregação portuguesa apresentaram os escritos de Chayun para o julgamento de Moisés Hagiz, um mensageiro de Jerusalém, na ocasião, de passagem por Amsterdã, que imediatamente descobriu seus princípios e tendências sabbatianas e deu o alerta. Ele também chamou a atenção de Ashkenazi às doutrinas perigosas publicadas no livro de Chayun, quando então o rabino advertiu novamente a diretoria da congregação sefardita a não apoiar o autor. Ashkenazi rejeitou uma proposta para indicar as passagens censuráveis, e recusou-se a agir como membro de uma comissão de investigação, porque ele não considerava Ayllon, o rabino dos sefarditas, como uma autoridade competente sobre tais questões. Logo após uma disputa feroz se seguiu, durante o seu transcorrer, Hagiz lutou bravamente ao lado de Ashkenazi.
Um grande número de panfletos foram emitidos por ambos os lados, nos quais os competidores faziam graves acusações uns dos outros. Em 23 de julho de 1713, Ashkenazi colocou Chayun sob censura, porque o comitê de investigação nomeado pela direção sefardita ainda não tinha feito o seu relatório. Em consequência desta medida, Ashkenazi e Hagiz ficaram sujeitos a ataques na rua, mais especificamente por membros da comunidade portuguesa, que ameaçavam matá-los. Em meio ao aumento constante da insatisfação e hostilidades, o relatório da comissão, que foi preparado apenas por Ayllon, foi anunciado publicamente. Ele afirmava que os escritos de Chayun não continham algo que pudesse ser interpretado como ofensa ao judaísmo. Foi anunciado publicamente na sinagoga que Chayun deveria ser inocentado de todas as suspeitas de heresia, e no dia seguinte uma recepção pública foi oferecida a ele na sinagoga, ocasião em que foram prestadas a ele honras sem precedentes. Naturalmente, os adversários sefarditas de Ashkenazi receberam excelente apoio dos adversários do rabino em sua própria congregação alemã. A disputa estava agora travada tão ferozmente que até mesmo a convivência familiar da comunidade foi afetada, e toda a paz desapareceu do modelo congregacional de Amsterdã. Ashkenazi ficou isolado, exceto por alguns amigos que permaneceram fiéis a ele. Quando, finalmente, ele foi convocado pela direção da congregação portuguesa para comparecer perante o tribunal— que, evidentemente, não tinha competência para isso —ele se recusou a fazê-lo, pois sabia que seria convidado a retratar-se, a louvar e a falar favoravelmente sobre Chayun.

### Colocado sob censura
Por intermédio de um defensor cristão a diretoria novamente convocou Ashkenazi a comparecer perante o tribunal, em 9 de novembro de 1713, e quando ele novamente se recusou, ele e Moisés Hagiz foram formalmente colocados sob censura por parte da comunidade portuguesa. Ashkenazi foi temporariamente colocado sob prisão em sua própria casa (provavelmente para proteger sua vida) pelas autoridades municipais, que tinham sido influenciadas contra ele por Ayllon e os líderes portugueses; e todo o assunto foi levado perante a magistratura, a fim de garantir a deposição e banimento de Amsterdã de Ashkenazi.
Os magistrados procuraram ouvir as opiniões de alguns professores em Leiden, Utrecht e Harderwijk, incluindo Willem Surenhuis e Adriaan Reland, sobre a disputa; mas suas decisões, se foram dadas, não se sabe.

## Londres
Ashkenazi antecipou-se à ação magisterial renunciando a seu cargo e fugiu, no início de 1714, de Amsterdã, talvez secretamente com a ajuda de seu amigo Salomão Levi Norden de Lima. Depois de deixar sua esposa e filhos em Emden, seguiu para Londres a convite da congregação sefardita daquela cidade. Em 1705 foi convidado a pronunciar uma decisão judicial sobre a ortodoxia do rabino David Nieto, que, durante certo sermão, tinha se manifestado favoravelmente sobre os pontos de vista de Baruch Spinoza. Em Londres, Ashkenazi encontrou muitos amigos, e recebeu muitas homenagens de respeito. Mesmo antes disso, já tinha sido convidado para assumir o rabinato da congregação sefardita, mas havia recusado. Parece que o seu retrato pintado a óleo foi feito nessa ocasião, depois de ele ter-se recusado, devido a escrúpulos religiosos, por ter seu busto estampado em uma moeda. Na primavera seguinte, ele retornou a Emden, e seguiu dali para a Polônia passando por Hanôver, Halberstadt, Berlim e Breslau, permanecendo em cada local por algum tempo. Depois de passar dois anos em Staszów, Polônia, foi chamado para Hamburgo para servir como membro de um órgão judicial convocado para resolver uma questão jurídica complicada.
Após a morte de Simhah Cohen Rapoport, em 1717, Ashkenazi foi chamado para servir como rabino em Lemberg, onde gozava de grande reputação, tanto por parte de sua congregação, quanto da comunidade em geral. Quatro meses depois de dar início ao seu novo trabalho, morreu.

## Elogiado pelos contemporâneos
Com uma disposição firme e altruísta, porém, abrupta e apaixonada, Ashkenazi despertou em todos os lugares o descontentamento e o ódio dos ricos e dos eruditos. Possuidor de grande conhecimento, inteligência aguçada, e capacidades linguísticas excepcionais, tudo combinava para fazer dele um dos homens mais ilustres do seu tempo. Todos os seus contemporâneos, mesmo aqueles que o conheceram apenas como o diretor do Klaus em Altona, uniram-se para elogiar seu conhecimento profundo, sua astúcia, sua clareza de exposição, que nunca declinou diante das sutilezas dos alunos, e por seu absoluto desprezo à influência do dinheiro. Sofreu grandes privações em vez de aceitar a ajuda pecuniária; e esta característica, interpretada pelos ricos daqueles dias como obstinação e arrogância, tornou-se para ele uma fonte de muito sofrimento e inimizade.
De suas obras, apenas uma parte de suas responsa foram impressas, sob o título "Responsa Chacham Tzvi" (Amsterdã, 1712, e a partir de então, frequentemente republicada). Elas se distinguem pela lucidez de tratamento e por uma aderência invariável ao assunto.

## Descendentes
Seu filho Jacó serviu como rabino em Emden e seguiu os passos de seu pai na luta contra as incursões do movimento sabbattiano. Sua filha Miriam foi esposa de Aryeh Leib ben Saul, rabino de Amsterdã; mãe do rabino-chefe Hirschel Levin; e avó do primeiro rabino-chefe do Império Britânico, Salomão Heschel. O filho de Ashkenazi, David, foi o Av Beit Din de Novyy Yarychev, na Ucrânia, e um ancestral da mãe do rabino Chaim Halberstam (a Divrei Chaim), Miriam. (Veja Dr. Neil Rosenstein, The Unbroken Chain para obter detalhes sobre opiniões conflitantes a respeito de como Miriam era descendente de David.) Seu neto, Mesulão Salomão, foi um dos dois opositores do rabino-chefe do Reino Unido e o rabino das Hambro' Synagogue em Londres.
O rabino Yaakov Lorberbaum (Yaakov ben Yaakov Moshe Lorberbaum de Lissa) (1760-1832) (conhecido também como Jacó ben Jacó Moisés de Lissa, Jacob Lorberbaum ou Jacob Lisser era bisneto de Tzvi Ashkenazi.
O rabino Hillel Weinberg também é um descendente por parte de sua avó paterna, Hinda, que era descendente de Yaakov Lorberbaum.

## Leituras adicionais
- Buber, Anshe Shem, pp. 187–192;
- Kaufmann, em Transactions of the Jewish Historical Society of England, iii. 102 et seq.;
- Grätz, Gesch. der Juden, x. 352 et seq. and note 6;
- Jacob Emden, Torat ha-Kenaoth;
- idem, Megillat Sefer;
- H. A. Wagenaar, beginning of Toledot Ya'bez;
- J. M. Schütz, appendix to Maẓebet Ḳodesh;
- Haim Nathan Dembitzer, Kelilat Yofi, i. 91 et seq.;
- Fuenn, Kiryah Neëmanah, pp. 86 et seq.;
- Mulder, em Nederlandsch-Israelietisch Jaarboekje, 5620, pp. 42 et seq.;
- idem, Iets over de Begraafplaatsen, No. 18, p. 17;
- inscrições nas lápides de dois dos filhos de Ashkenazi, que morreram em 1712-1713.